# 福喜集团
福喜集团（英语：OSI Group）是美国的一家食品加工公司，总部位于美国伊利诺伊州奥罗拉，在美国、巴西、英国、德国、匈牙利、波兰、西班牙、乌克兰、奥地利、塞尔维亚、澳大利亚、印度、日本、菲律宾、中国大陆、台湾等地设有50余家工厂。
福喜集团1909年成立于美国芝加哥，已发展成为一家大型肉类及蔬菜加工跨国公司，在欧洲、美洲及亚洲都有其工厂和办事处，是麦当劳、百胜等重要的全球合作伙伴之一。

## 在华子公司
福喜集团在七地總共设立了10家子公司。
- 欧喜投资（中国）有限公司，成立于2011年，位于上海市漕河泾新兴技术开发区，为福喜集团在中国的投资性地区总部。
- 福喜食品有限公司，成立于1991年，位于河北省廊坊市大厂回族自治县夏垫镇，为福喜集团在中国第一家子公司（工厂），拥有出口南非、巴基斯坦、日本及港澳地区的资质，年生产能力为50,000吨左右，公司现有员工700余名。
- 上海福喜食品有限公司，于1996年设立，位于上海市的嘉定区马陆镇，拥有出口香港、日本的资质，年生产能力为25,000吨左右，公司现有员工500余名。[3]该公司曾被评为“嘉定新城（马陆镇）食品安全生产先进单位（A级）”，且已328天无安全事故 [4][5]。
- 广州福喜食品有限公司，成立于1995年，位于广州经济技术开发区，占地20,000多平方米，拥有出口香港的资质，年生产能力为15,000吨，公司现有员工300余名。
- 昆明福喜食品有限公司，于2002年设立，位于云南省昆明市晋宁县，占地3,500平方米，年生产能力为3,000吨左右，公司现有员工50余名。
- 福喜（威海）农牧发展有限公司，于2009年设立，位于山东省威海市乳山市，拥有2000余名员工。
- 福建欧圣农牧发展有限公司，于2011年4月设立，位于福建省南平市光泽县，由福喜和福建圣农发展共同投资建立，现有员工1,000余名。
- 广州福喜农业发展有限公司，成立于2012年5月，位于广州经济技术开发区。
- 河南福喜食品有限公司，于2013年10月19日投产，位于河南省周口市西华县，配備了福喜集團目前最新和最先進的生産設施，设计年生产能力为180,000吨，现有员工120人。
- 西华大用福喜农牧发展有限公司，成立于2013年4月，位于河南省周口市西华县，由福喜和河南大用共同投资建立，现有员工900余名。

## 服務
该公司生产的加工食品所供应的品牌有麦当劳、肯德基、必胜客、东方既白、星巴克、棒约翰、吉野家、德克士、7-11、星期五餐厅、汉堡王、美其乐、赛百味、宜家家居（餐厅部门）、华莱士、达美乐。

## 福喜事件
2014年7月20日，上海电视台新闻综合频道和东方卫视等上海本地媒体曝光上海福喜公司长期向麦当劳和肯德基等提供过期原料，严重危害上海等地市民身体健康，福喜在上海的子公司被查封。